# Agroindustrial (Santa Maria)
Agroindustrial (Pronunciación portuguesa: [agroïdustri'aw], "lugar para la agricultura y el fabricante") es un barrio del distrito de Sede, en el municipio de Santa Maria, en el estado brasileño de Río Grande del Sur. Está situado en el oeste de Santa Maria.

## Villas
El barrio contiene las siguientes villas: Agroindustrial, Agrovila I, Agrovila II, Distrito industrial

## Galería de fotos

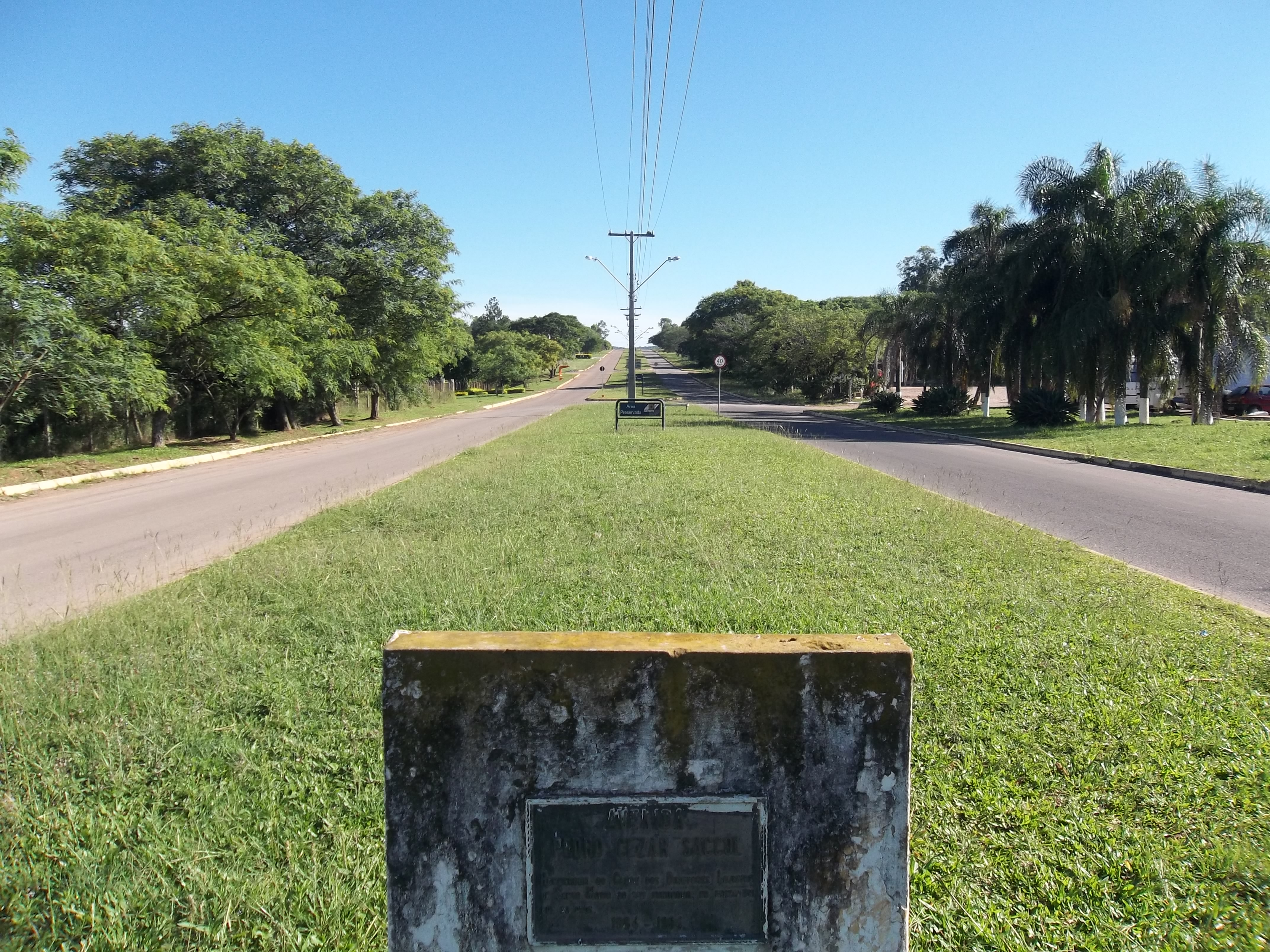
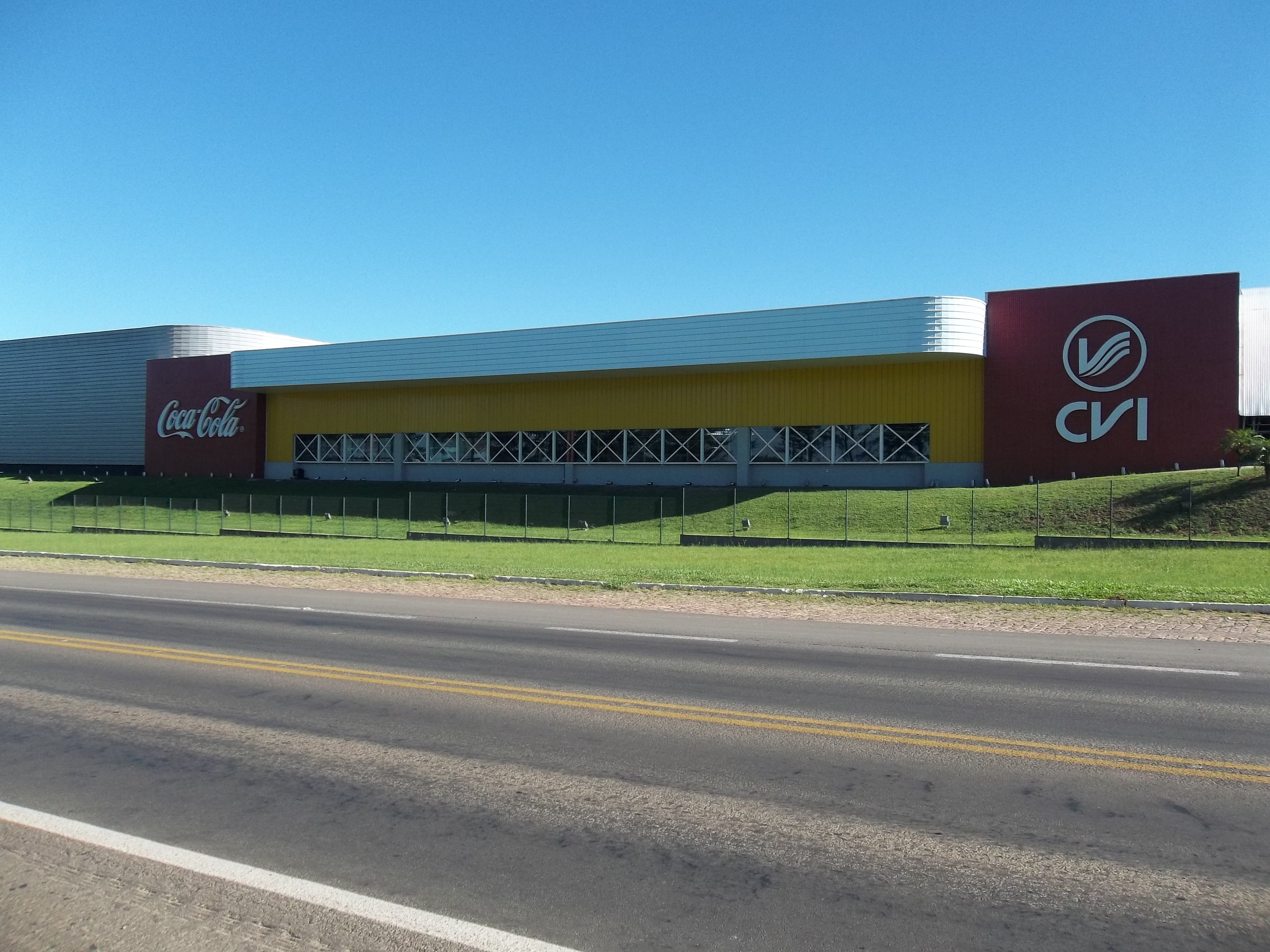
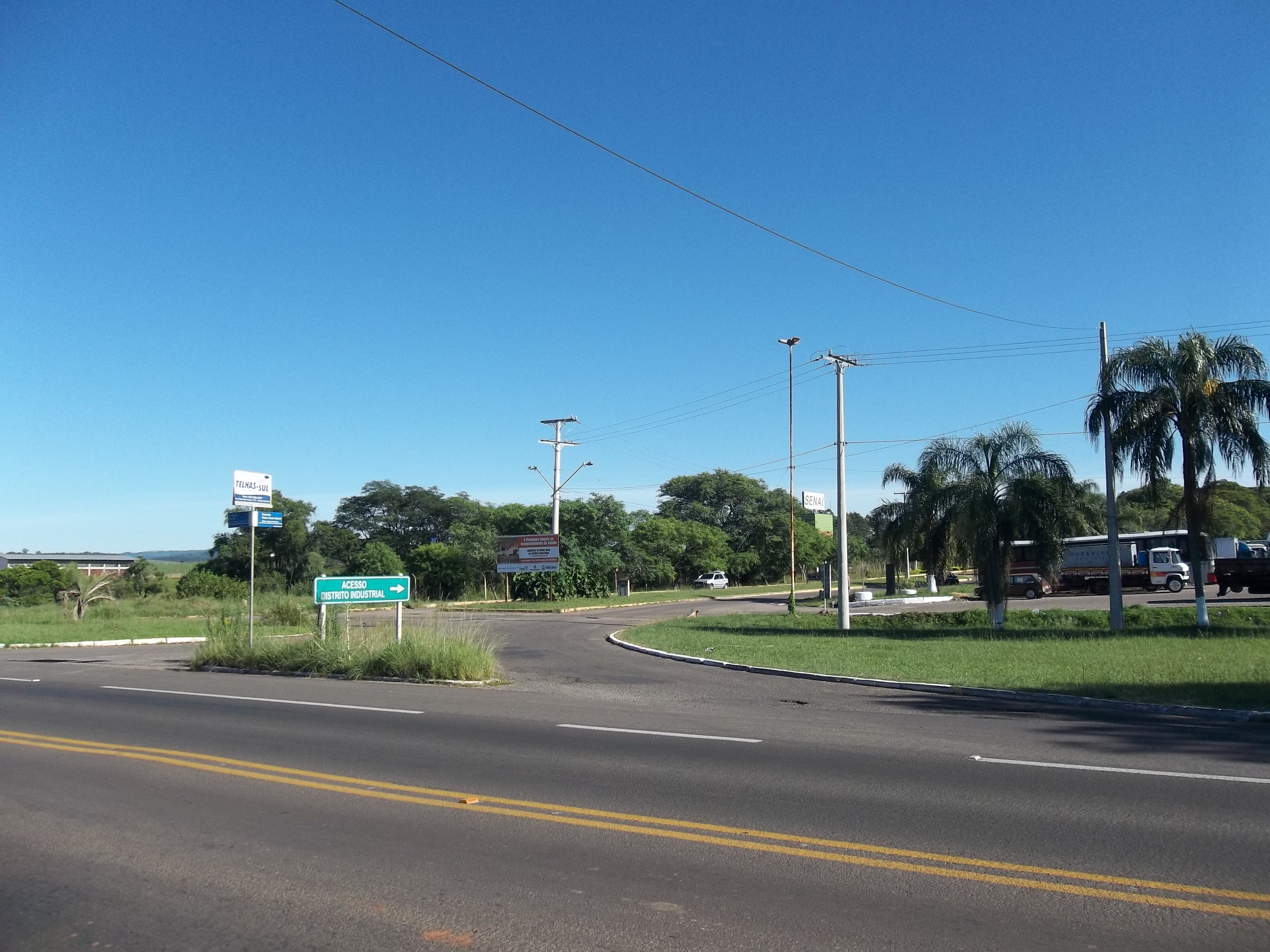

| Noroeste: Santo Antão Boca do Monte | Norte: Santo Antão                     | Nordeste: Caturrita           |
| Oeste: Boca do Monte                |                                        | Este: Nova Santa Marta        |
| Suroeste: Boca do Monte             | Sur: Tancredo Neves / Pinheiro Machado | Sureste: Juscelino Kubitschek |